# 阿林娜·卡巴耶娃
阿林娜·马拉托芙娜·卡巴耶娃（1983年5月12日—），俄羅斯藝術體操運動員，父為蘇聯韃靼人，母為俄羅斯族人。身高166公分（5呎4吋），體重48公斤（106磅）。2004年雅典奧運藝術體操金牌得主，曾被俄羅斯媒體評選為俄國最性感運動員。現任俄羅斯國家杜馬下議院議員、国家媒体集团总裁。

## 運動生涯

### 歷年賽事
卡巴耶娃出生於烏茲別克的塔什干，她在1987年，四歲時就開始練習韻律體操。她的父親穆拉德·卡巴耶夫是職業球員，因此家人經常跟隨著她在烏茲別克、哈薩克與俄國之間四處移動。一開始，沒有韻律體操教練看好卡巴耶娃，她們覺得卡巴耶娃對韻律體操來說「太重又太醜」，沒有人覺得她有體操天賦。直到她於青少年時期搬到俄羅斯，她的母親帶她去找俄國的首席教練伊蓮娜·維納。
 "當我看到她的時候，我不敢相信我的眼睛。這個女孩合併了兩項難得的特質 - 柔韌度與靈活性。"
 Irina Viner 
於是她開始在維納門下，贏得一個又一個獎項。她於1996年初次參與國際賽事。1998年在葡萄牙，她出乎所有人意料的以15歲的年齡贏得了歐洲錦標賽個人全能的冠軍。那時她是俄羅斯代表隊中最年輕的隊員。1999年，卡巴耶娃再度贏得歐洲錦標賽冠軍，當年她也在大阪贏得世界錦標賽冠軍。她生涯總計贏得五次歐洲錦標賽個人全能冠軍，另外再加上一次2003年布達佩斯的世界錦標賽冠軍。
在2000年雪梨奧運會，卡巴耶娃被期待能奪下個人全能冠軍，不過因為她在比賽中的意外失誤—她丟失了她的環，還得從比賽場外將環撿回來—讓她只能以39.466（Rope 9.925, Hoop 9.641, Ball 9.950, Ribbon 9.950）的總分得到銅牌。
2004年雅典奧運卡巴耶娃終於以總分108.400分（Hoop 26.800, Ball 27.350, Clubs 27.150, Ribbon 27.100）得到了個人全能冠軍。她的隊友伊琳娜·恰奇娜則是得到銀牌。
2004年10月，卡巴耶娃宣布自運動場退休。 不過，在2005年6月，她的俄羅斯教練維納宣布了復出的可能性。卡巴耶娃在熱內亞的一場俄羅斯—義大利友誼賽中繼續她的運動生涯。 2006年，她在歐洲錦標賽中獲得銀牌。2007年帕特拉斯的世界杯決賽，她贏得俄羅斯團體組的金牌。

### 爭議事件
在2001年於澳洲布里斯班舉辦的友好運動會上，卡巴耶娃得到球操、棒操與繩操的金牌，個人全能的銀牌。不過她與隊友恰奇娜卻因為同時被驗出禁用的利尿劑成分「利尿磺胺」而被剝奪該次比賽所有獎牌，並禁賽一年。
她的俄羅斯教練，也是世界體操聯合會技術委員會的副主席伊蓮娜·維納，宣稱她的運動員是因為服用了包含利尿劑成分，控制經前症候群的食物補充品。根據維納的說法，她們是在該食物補充品耗盡以後，在當地藥局購買相同的產品，卻買到了包含利尿劑的假藥。調查委員會取消了該次比賽卡巴耶娃與恰奇娜的所有比賽成績。國際體操聯合會也取消了她們當年在馬德里世界錦標賽的所有成績，導致烏克蘭的Tamara Yerofeeva遞補成為2001年世界錦標賽的冠軍。

## 體操場外
曾拍攝裸體掛曆，當過俄羅斯男性雜誌《熊》女郎及為男性雜誌《Maxim》拍性感寫真。
參演2001年東映電影《赤影》（Red Shadow），飾演女忍者奧莉嘉（Origa），劇中有表演個人專長的藝術體操。
在俄羅斯一次媒體評選美女中，以得票率高達29%當選為俄羅斯頭號性感運動員，超過庫爾尼科娃6%，比素有「冰美人」之稱的俄羅斯體操好手霍爾金娜更高出24%。
2005年成為俄羅斯公眾院成員，公眾院名義上屬監督政府的協商性機構，被認為是俄羅斯式民主櫥窗，但被評為是有名無實的親（普京）政府組織，成員幾乎清一色是親（普京）政府人士。2007年卡巴耶娃代表普京的統一俄羅斯黨勝出俄羅斯國家杜馬選舉成為下議院議員，被視為其中一位「普京寶貝」——普京一手安排加入國會的美女議員之一。

## 緋聞
2008年4月11日俄羅斯報章《莫斯科記者報》在其網站www.moscor.ru報導，卡巴耶娃將於6月與年中卸任總統的普京結婚，克里姆林宮拒絕評論。及至18日普京表示「這篇報導沒有一個字是真實的」，卡巴耶娃則表明該報如不推翻報導將會告上法庭，但該報堅持「是依獲得信息報導」及「要推翻得有證實造假的證據」拒絕。4月18日，該報的發行人，國家媒體公司的阿爾喬姆·阿爾喬莫夫（Артём Артёмов）突然以「經濟原因」以及「與編輯的意見不合」宣佈停刊，網站於18日晚突然關閉，主編辭職。
2022年5月，据瑞士《周日報紙》披露，一名有俄罗斯血统的瑞士妇科医生协助卡巴耶娃生下了两个儿子，大儿子在2015年出生，小儿子在2019年出生，两者都是普京的孩子。2022年5月13日，因与发动入侵乌克兰战争的俄罗斯总统弗拉基米尔·普京关系密切，阿琳娜与祖母Anna Zatseplina被英国政府制裁。8月2日，阿丽娜·卡巴耶娃被美國制裁。

## 備注
1. ↑  俄語羅馬化：Alina Maratovna Kabaeva
2. ↑  韃靼語羅馬化：Älinä Marat qızı Qabayeva

## 外部連結
- 卡巴耶娃官方網站 （页面存档备份，存于） (Russian)
- Alina Kabaeva在国际体操联合会的相关介绍
- Alina Kabaeva （页面存档备份，存于） (Portuguese)
- (Alina's photos) （页面存档备份，存于）